# Viktor Savinych
Viktor Petrovič Savinych (rusky Виктор Петрович Савиных; (7. března 1940 Berjozkiny, Kirovská oblast) je bývalý sovětský kosmonaut ruské národnosti, později rektor (1989 - 2007) a prezident (od 2007) Moskevské státní univerzity geodézie a kartografie. Ve vesmíru byl třikrát v období let 1981-1988, pokaždé na jiné orbitální stanici.

## Život
Otec bojoval celou dobu války a po válce celá rodina včetně malého Viktora pracovala v kolchoze. S úspěchem dokončil desetiletou školu a nastoupil do permského technického učiliště se zaměřením na železnici. Na jídlo si musel přivydělávat nočními brigádami. Pak nastoupil na zúrodňovací práce na celinách, jezdil traktorem i na kombajnu. Vojenskou uniformu oblékl, až když získal diplom technika. Zprvu pracoval u topografů a pak u železničního vojska. Naučil se stavět vlečky v bažinách tajgy. Pak začal studovat na moskevském institutu inženýrské geodesie, leteckého snímkování a kartografie. Byl krátce i tajemníkem stranické organizace, úderníkem socialistické práce. V roce 1969 obhájil diplomovou práci a nastoupil do konstrukční kanceláře. V roce 1978 se ocitl mezi kandidáty kosmonautů. Do vesmíru odstartoval o dva roky později jako stý kosmonaut Země. Od 1. 12. 1978 do 9. 2. 1989 byl civilním inženýrem na NPO Energija.

## Lety do vesmíru
Letěl na Sojuzu T-4 s Kovaljonokem, spojili se se Saljutem 6 a v rámci programu Interkosmos zde spolupracovali s mezinárodními posádkami. Dolů se oba vrátili na 2,5 měsíce s vědomím, že byli na orbitální stanici Saljut 6 poslední..
O čtyři roky později startoval podruhé na Sojuzu T-13 s Džanibekovem , aby pracovali jako čtvrtá základní posádka na orbitální stanici Saljut 7 více než pět měsíců. Dolů se vrátil v jiné lodi, Sojuzu T14.
Letěl ještě v roce 1988, to bylo v lodi Sojuz TM-5, v posádce měl bulharského kosmonauta A.Alexandrova, část z devítidenní cesty strávili na orbitální stanici Mir. Na Zemi se vrátil v lodi Sojuz TM-4.
Při všech misích byl start na kosmodromu Bajkonur a přistání s pomocí padáků na území Kazachstánu. Ve vesmíru má zaregistrováno 252 strávených dní.
- Sojuz T-4 (12. březen 1981 – 26. květen 1981)
- Sojuz T-13, Sojuz T-14 (6. červen 1985 – 21. listopad 1985)
- Sojuz TM-5 (7. červen 1988 – 17. června 1988)